# Bolyai János Általános Iskola, Informatikai és Közgazdasági Szakközépiskola
Győri SZC Mosonmagyaróvári Bolyai János Általános Iskolája, Informatikai és Közgazdasági Technikum Mosonmagyaróváron található; több mint 120 éves múltra tekint vissza. 1990 óta közgazdasági szakközépiskolai képzés is folyik, ekkortól viseli a világhírű matematikus, Bolyai János nevét.

## Története
A település oktatásának története – mint Haller János mosoni tanító munkájából tudjuk - a kora középkorra nyúlik vissza: Magyaróvárról 1264-ből, Mosonban 1313-ból van adat iskola létezéséről.
A jelenlegi Régi Vámház téri épület 2007-ben volt 110 éves. Építésének története  néhány évvel 1897 előttre tehető.
1894-ben az addigi községi elemi iskola állami tulajdonba került. A minisztérium új épület felépítését határozta el, melyhez 1896-ban Magyaróvár 1000 négyszögöl területet adott át az állam részére.
Az épület tervezését Hercegh Zsigmond budapesti építész végezte. Az eredeti terv kibővült a város első tornatermével, mely széles társadalmi igényt kielégítve jött létre.

## Az intézmény
A 9. évfolyamra jelentkező tanulók az alábbi szakmacsoportok közül választhatnak:
- 9001 informatika ágazat
- 9002 közgazdaság ágazat
- 9003 közlekedés, szállítmányozás és logisztika ágazat

A 2007/2008-as tanévtől két idegen nyelv (német és angol) oktatása folyik minden tanulónak. A szakközépiskolai évfolyamokon a választott szakmacsoportos alapozó ismeretek és gyakorlatok oktatásával és az emelt óraszámú informatika oktatás mellett a tanulók felkészülnek a kétszintű érettségi vizsga letételére.
A szakképző évfolyamon olyan, az EU által is elismert szakmai képzések folynak, melyek elvégzése után a munkaerőpiacon jó esélyekkel számolhatnak a végzős diákok.
Jellemzően a banki és a vállalkozói szféra számít az itt megszerzett szaktudásra. Az intézményben végzett tanulók informatikai és gazdasági területen keresett szakemberek. A szakmai képzéshez taniroda, tannyomda és digitális stúdió áll rendelkezésre, a számítógéptermek korszerűen felszereltek.
Az informatikai és közgazdasági szakirányú felsőoktatásba bekapcsolódó végzett diákok száma magas, tanulmányaik eredményesek.

## Képgaléria

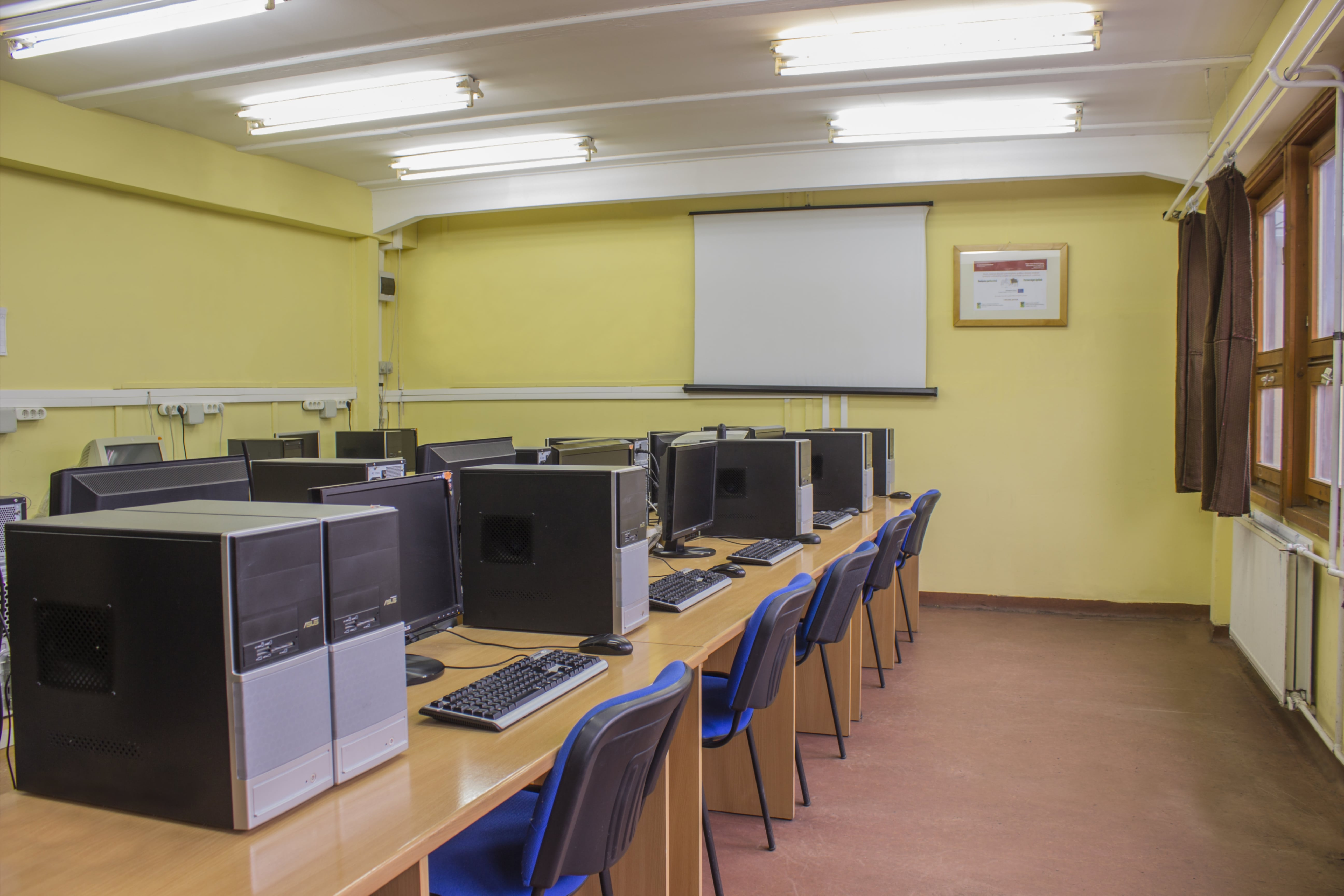
1
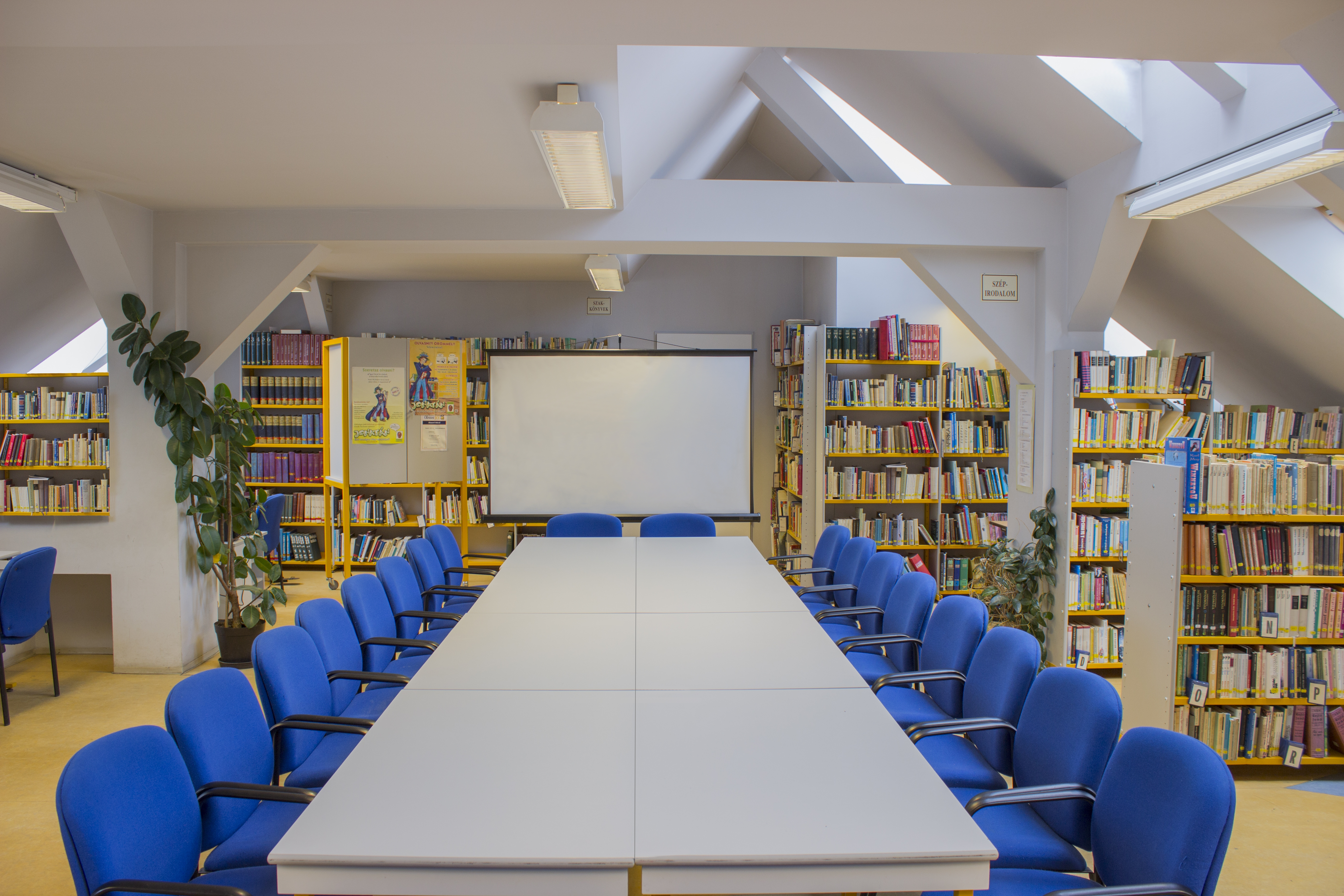
2
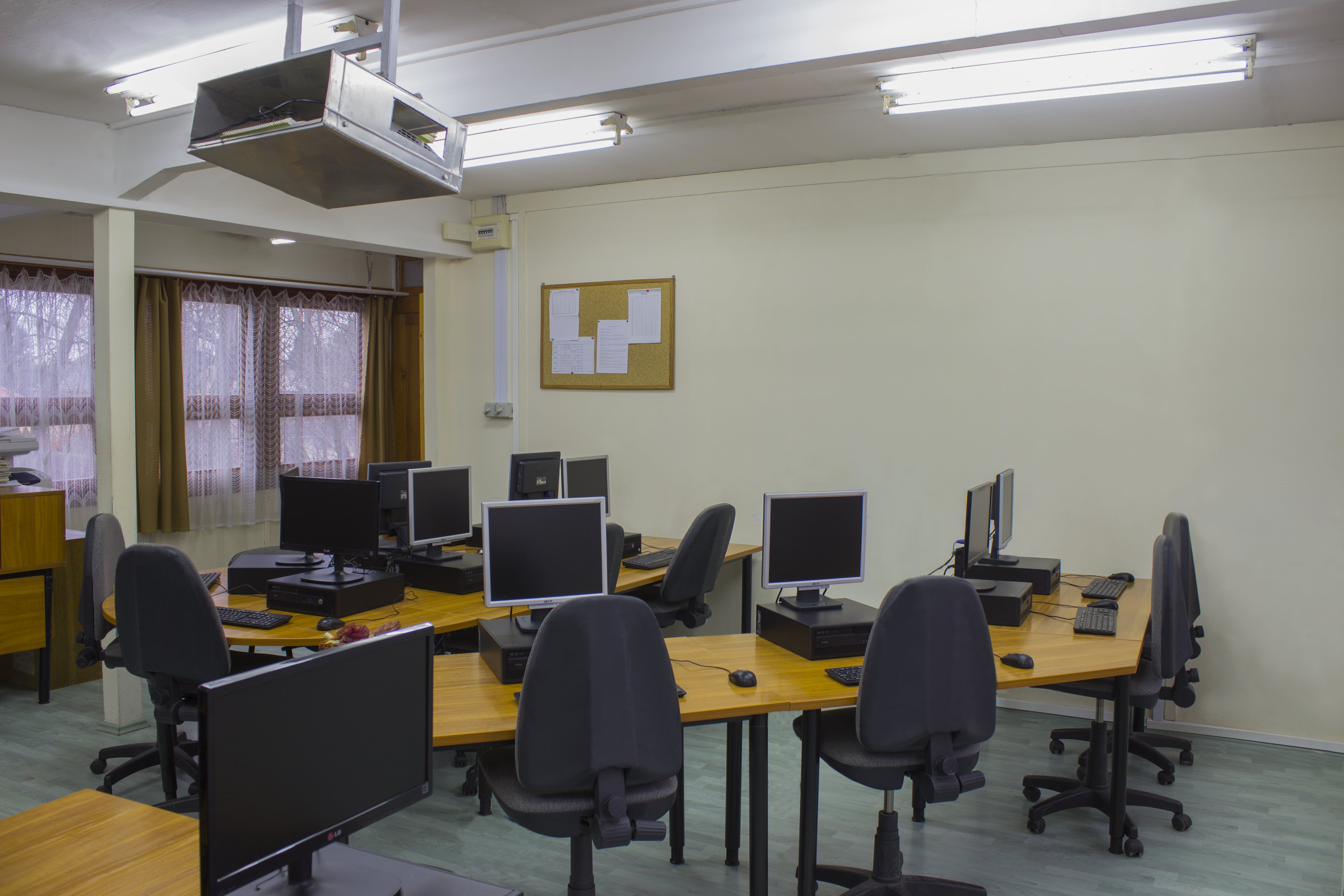
3